# Crypsis acuminata
Crypsis acuminata är en gräsart som beskrevs av Carl Bernhard von Trinius. Crypsis acuminata ingår i släktet kurragömmagrässläktet, och familjen gräs.

## Underarter
Arten delas in i följande underarter:
- C. a. ambigua
- C. a. borszczowii